# Зеленопільська сільська рада
| Зеленопільська сільська рада — колишній орган місцевого самоврядування у Великоновосілківському районі Донецької області з адміністративним центром у с. Зелене Поле. Сільській раді були підпорядковані населені пункти: - с. Зелене Поле - с. Новопіль - с. Новосілка |

## Склад ради
Рада складалася з 12 депутатів та голови.

## Керівний склад сільської ради
| ПІБ                              | Основні відомості                                                         | Дата обрання | Дата звільнення |
| -------------------------------- | ------------------------------------------------------------------------- | ------------ | --------------- |
| Бикієв Михайло Андрійович        | Сільський голова, 1955 року народження, освіта, позапартійна              | 26.03.2006   | 31.10.2010      |
| Мірошниченко Вікторія Михайлівна | Сільський голова, 1973 року народження, освіта вища, член Партії регіонів | 31.10.2010   |                 |

Примітка: таблиця складена за даними джерела